# Централноамериканска гърмяща змия
Crotalus simus е вид змия от семейство Отровници (Viperidae). Видът не е застрашен от изчезване.

## Разпространение и местообитание
Разпространен е в Белиз, Гватемала, Коста Рика, Мексико, Никарагуа, Салвадор и Хондурас.
Обитава гористи местности, места със суха почва, планини, възвишения, храсталаци, савани, крайбрежия и плажове в райони с тропически климат.